# Świniary (Oleśnica)
Pour les articles homonymes, voir Świniary.
Świniary est une localité polonaise de la gmina de Twardogóra, située dans le powiat d'Oleśnica en voïvodie de Basse-Silésie.